# Horsefly
 (janvier 2022).
Si vous disposez d'ouvrages ou d'articles de référence ou si vous connaissez des sites web de qualité traitant du thème abordé ici, merci de compléter l'article en donnant les références utiles à sa vérifiabilité et en les liant à la section « Notes et références ».
Horsefly est une communauté située dans la province de la Colombie-Britannique, dans le Cariboo.

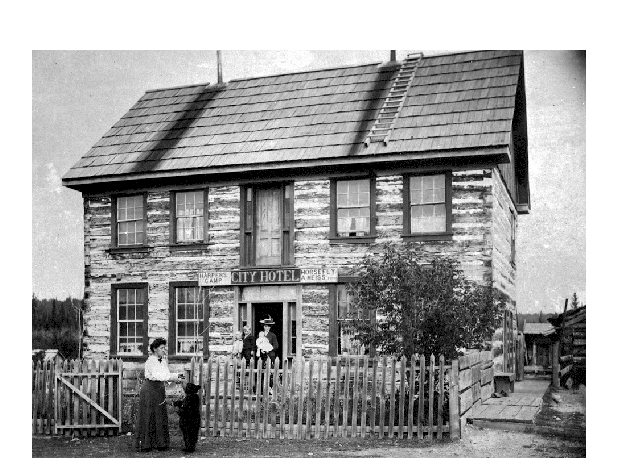
Hôtel Harper's Camp City (années 1900)